# Wereldkampioenschap schaatsen allround kwalificatie 2002 (Noord-Amerika & Oceanië)
De vierde editie van de Continentale kampioenschappen schaatsen voor Noord-Amerika & Oceanië werden op 1 en 2 maart 2002 gehouden op de Gaétan Boucher Oval te Sainte-Foy, Quebec in Canada.
Vanaf de editie van 1999 was het aantal deelnemers aan het WK Allround door de ISU op 24 deelnemers vastgesteld. De startplaatsen werd voortaan per continent verdeeld. Voor Europa werd het EK allround tevens het kwalificatietoernooi voor het WK allround. Voor Azië en Noord-Amerika & Oceanië waren er door de ISU in 1999 speciaal kwalificatietoernooien voor georganiseerd.
In 2002 namen er uit Noord-Amerika zeven mannen en vijf vrouwen deel aan het WK allround.
| zaterdag 1 maart                                                        | zondag 2 maart                                                              |
| ----------------------------------------------------------------------- | --------------------------------------------------------------------------- |
| 500 meter vrouwen 3000 meter vrouwen 500 meter mannen 5000 meter mannen | 1500 meter vrouwen 5000 meter vrouwen 1500 meter mannen 10.000 meter mannen |

## Mannentoernooi
Er namen elf mannen aan deze editie mee. Zes uit Canada en vijf uit de Verenigde Staten. De Canadees Kevin Marshall werd voor de derde keer de winnaar van dit "Continentaal Kampioenschap". Vijf Canadese schaatsers reden bij de top zeven, hierdoor viel Peter Volcic, als vijfde Canadees, af als deelnemer aan het WK Allround vanwege het maximum van vier deelnemers per land. De als achtste geëindigde Amerikaan Jason Hedstrand, de eerst volgende die in aanmerking kwam voor WK deelname, moest zijn plaats afstaan aan Derek Parra. Ook de als vijfde geëindigde Canadees Mark Knoll nam niet deel aan het WK Allround en zijn plaats werd door Dustin Molicki ingenomen. Derek Parra werd met zijn derde plaats de hoogst geklasseerde Noord-Amerikaan op het WK Allround, Dustin Molicki werd vijfde.

### Eindklassement
| Rang   | Schaatser       | Land             | Punten  | 500m       | 5000m        | 1500m        | 10.000m       |
| ------ | --------------- | ---------------- | ------- | ---------- | ------------ | ------------ | ------------- |
| Goud   | Kevin Marshall  | Canada           | 168,351 | 39,25 (1)  | 7.10,69 (1)  | 1.59,80 (4)  | 15.21,98 (5)  |
| Zilver | Jamie Ivey      | Canada           | 168,713 | 39,39 (2)  | 7.15,16 (5)  | 1.59,36 (1)  | 15.20,42 (4)  |
| Brons  | Steven Elm      | Canada           | 169,135 | 40,00 (6)  | 7.13,20 (2)  | 1.59,78 (3)  | 15.17,79 (2)  |
| 4      | JP Shilling     | Verenigde Staten | 170,027 | 39,82 (5)  | 7.13,99 (4)  | 1.59,67 (2)  | 15.38,37 (7)  |
| 5      | Mark Knoll      | Canada           | 170,111 | 40,16 (8)  | 7.15,75 (6)  | 2.01,29 (5)  | 15.18,93 (3)  |
| 6      | Jondon Trevena  | Verenigde Staten | 170,705 | 40,06 (7)  | 7.15,81 (7)  | 2.02,06 (6)  | 15.27,57 (6)  |
| 7      | Peter Volcic    | Canada           | 171,123 | 39,68 (4)  | 7.17,53 (8)  | 2.02,29 (8)  | 15.38,54 (8)  |
| 8      | Jason Hedstrand | Verenigde Staten | 172,131 | 41,86 (11) | 7.13,35 (3)  | 2.04,90 (9)  | 15.06,06 (1)  |
| 9      | Mark Jesney     | Canada           | 174,793 | 41,10 (9)  | 7.25,75 (9)  | 2.04,95 (10) | 15.49,36 (9)  |
| 10     | Jason-Clay Mull | Verenigde Staten | 177,320 | 41,26 (10) | 7.41,71 (10) | 2.05,05 (11) | 16.04,12 (10) |
| -      | Chris Callis    | Verenigde Staten | 121,076 | 39,43 (3)  | 7.48,93 (11) | 2.02,26 (7)  | ns            |

## Vrouwentoernooi
Er namen tien vrouwen aan deze vierde editie mee. Vijf uit Canada en zes uit de Verenigde Staten. De Canadese Kristina Groves werd de derde winnares van dit "Continentaal Kampioenschap". De als vierde geëindigde Canadese Tara Risling moest haar plaats afstaan aan Cindy Klassen en de als vijfde geëindigde Amerikaanse Shana Sundstrom moest haar plaats aan Jennifer Rodriguez afstaan. Cindy Klassen werd met haar tweede plaats de hoogst geklasseerde Noord-Amerikaanse op het WK Allround, Jennifer Rodriguez werd vierde.

### Eindklassement
| Rang   | Schaatsster      | Land             | Punten  | 500m      | 3000m        | 1500m       | 5000m       |
| ------ | ---------------- | ---------------- | ------- | --------- | ------------ | ----------- | ----------- |
| Goud   | Kristina Groves  | Canada           | 180,844 | 44,48 (5) | 4.30,74 (2)  | 2.11,81 (1) | 7.53,05 (1) |
| Zilver | Catherine Raney  | Verenigde Staten | 181,567 | 44,20 (3) | 4.30,48 (1)  | 2.13,29 (2) | 7.58,57 (2) |
| Brons  | Ann Driscoll     | Verenigde Staten | 185,882 | 43,79 (2) | 4.43,62 (7)  | 2.14,20 (3) | 8.20,89 (5) |
| 4      | Tara Risling     | Canada           | 186,210 | 45,58 (8) | 4.36,73 (4)  | 2.15,82 (6) | 8.12,36 (3) |
| 5      | Shana Sundstrom  | Verenigde Staten | 186,605 | 44,82 (6) | 4.40,15 (5)  | 2.15,76 (5) | 8.18,41 (4) |
| 6      | Sarah Elliott    | Verenigde Staten | 187,116 | 43,72 (1) | 4.42,14 (6)  | 2.14,95 (4) | 8.33,90 (7) |
| 7      | Eva Rodansky     | Verenigde Staten | 191,545 | 45,34 (7) | 4.43,72 (8)  | 2.19,13 (8) | 8.45,43 (8) |
| 8      | Shannon Sibold   | Canada           | 192,514 | 47,57 (9) | 4.44,83 (9)  | 2.21,63 (9) | 8.22,63 (6) |
| -      | Michèle d'Amours | Canada           | 136,975 | nf        | 4.35,63 (3)  | 2.17,09 (7) | ns          |
| -      | Isabelle Doucet  | Canada           | 91,728  | 44,21 (4) | 4.45,11 (10) | ns          | -           |